# Will Evankovich
Will Evankovich (Chicago, 6 aprile 1972) è un chitarrista statunitense noto per la sua militanza in band quali The Guess Who, Styx, e Shaw Blades, nonché per la sua prolifica attività di turnista, nella quale ha collaborato con musicisti quali Ted Nugent e Tommy Shaw, Don Felder, Robin Zander, Dwight Yoakam.

## Biografia

### I primi anni
Nel 2005 incide il suo primo disco solista, American Drag, con il suo progetto solista omonimo.
Dal 2007 al 2009, è stato in tournée con Jack Blades e Tommy Shaw nel loro progetto Shaw Blades.

### Gli Styx
Nel 2014, Evankovich si è unito alla band The Guess Who alla chitarra solista ed è andato in tournée con loro nel 2018. Nel 2017, Evankovich aveva già prodotto e co-scritto l'album degli Styx The Mission. Nel 2021 Evankovich ha prodotto e co-scritto l'album degli Styx Crash Of The Crown ed è stato ufficialmente annunciato come il settimo membro degli Styx da Tommy Shaw.

## Discografia

### Solista
- 2005 - American Drag
- 2009 - Out of the Sky
- 2017 - Sing for the Day

### Con i Guess Who
- 2018 - The Future is What It Used to Be

### Con i Night Ranger
- 2011 - Somewhere in California

### Con gli Styx
- 2021 - Crash of the Crown

### Collaborazioni
- 2011 - Tommy Shaw, The Great Divide, 2011
- 2010 - Vince Neil, Tattoes and Tequila
- 2007 - Ted Nugent, Love Grenade
- 2012 - Don Felder, Road to Forever, 2012